# Theologenbriefwechsel im Südwesten des Reichs in der Frühen Neuzeit (1550–1620)
Das Forschungsprojekt Theologenbriefwechsel im Südwesten des Reichs in der Frühen Neuzeit (1550–1620) (ThBW) der Heidelberger Akademie der Wissenschaften hat zum Ziel die Erfassung, Erschließung und Auswahledition der Briefe aller führenden Theologen des Herzogtums Württemberg, der Kurpfalz und der Reichsstadt Straßburg in der Zeit zwischen dem Augsburger Religionsfrieden und dem Dreißigjährigen Krieg.
Das 2017 begonnene Projekt mit einer Laufzeit bis 2031 wird geleitet von Christoph Strohm. Die Forschungsstelle befindet sich in Heidelberg.

## Zielsetzung und Bedeutung
Zwischen 1550 und 1620 entwickelten sich im Südwesten des Reiches drei konfessionelle Modelle der Reformation: ein lutherisches (Württemberg, Universität Tübingen), ein reformiertes (Kurpfalz, Universität Heidelberg) und ein oberdeutsches (Straßburg). Die unterschiedlichen konfessionellen Ausprägungen des Protestantismus im Südwesten standen in intensiver gegenseitiger Beeinflussung zueinander – mit weitreichenden Folgen für die europäische Konfessionalisierungsgeschichte. Einerseits schuf man in gegenseitiger Abgrenzung die Konturen innerevangelischer Bekenntnisbildung, andererseits führte der Streit und die Konkurrenz der drei Modelle zu innovativen Modernisierungstendenzen.
Die drei unterschiedlich geprägten Zentren strahlten nicht nur überregional, sondern auch international aus: Das Straßburger reformatorische Modell prägte die Lehre Johannes Calvins, der Tübinger Theologe Jakob Andreae spielte eine führende Rolle bei der lutherischen Bekenntnisbildung (Konkordienformel 1577) im gesamten deutschsprachigen Raum und das kurpfälzische Reformiertentum mit der Universität Heidelberg entwickelte sich bis 1620 zu einem politischen und intellektuellen Zentrum des Reformiertentums in Europa.

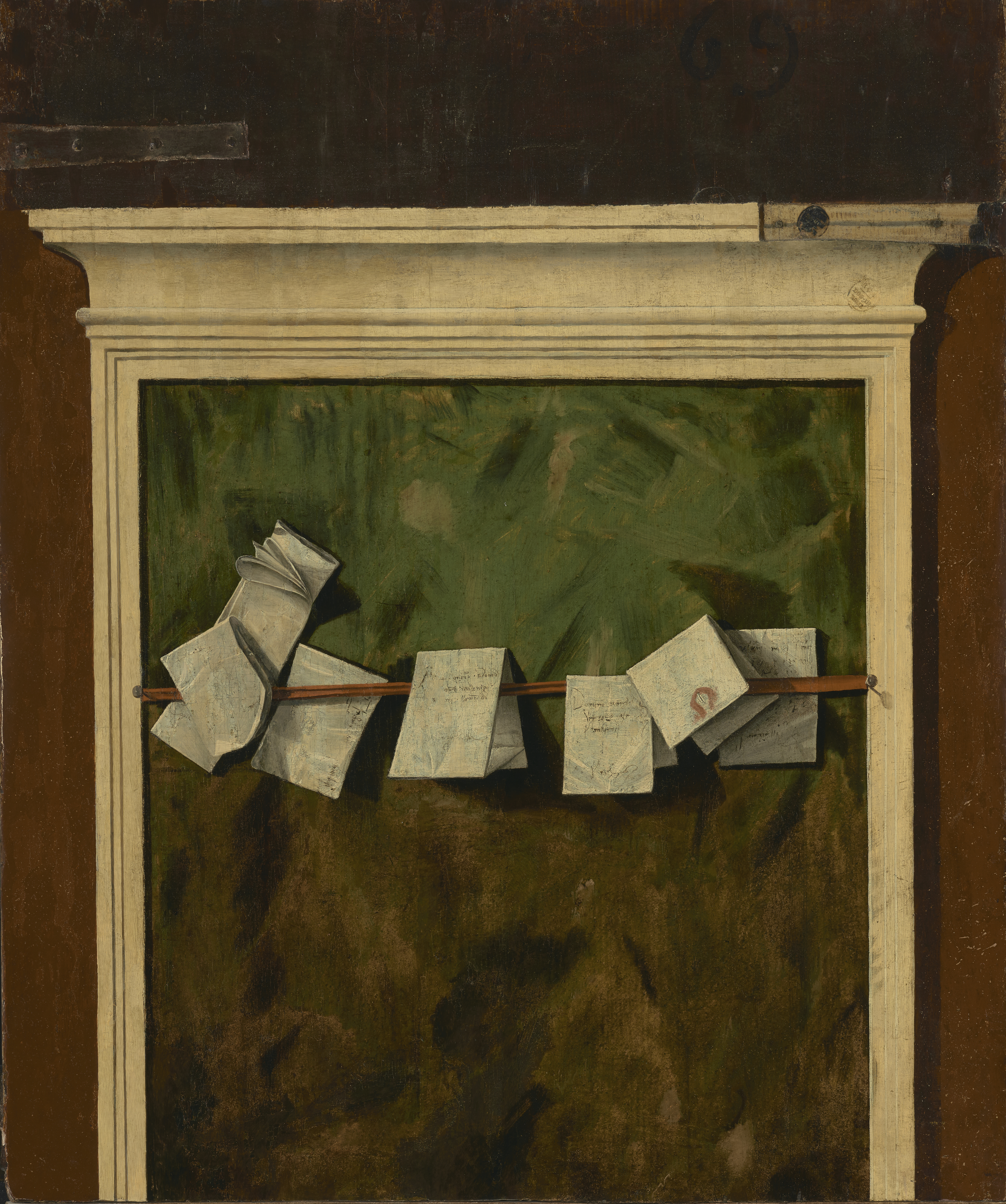
Carpaccio – Letter Rack (verso), about 1490–1495

Die konfessionelle Differenzierung im Südwesten des Reichs leistete damit einen wesentlichen, bisher jedoch noch nicht ausreichend erforschten Beitrag zur europäischen Reformationsgeschichte. Das Projekt macht die spezifische Quellengattung der Theologenbriefe, die überwiegend in handschriftlicher Form überliefert sind, nutzbar, um die Motive und Mechanismen der Konfessionalisierung und ihr Verhältnis zur Säkularisierung in der Frühen Neuzeit detaillierter analysieren zu können.
Neben diesem primären Forschungsinteresse des Projekts haben die Briefe als allgemeines Kommunikationsmittel räumlich getrennter Partner einen besonderen Quellenwert. Briefe – alle voran solche privaten Charakters – dienten in der Vormoderne, in der es noch keine Zeitungen gab, als Medium für Mitteilungen aller Art. Dazu gehören politische oder gesellschaftliche Ereignisse, aber auch Persönliches wie Reiseberichte, Pläne und Vorhaben oder Gerüchte über Freunde und Feinde. Schließlich spiegelt sich in den Briefen als Selbstzeugnissen auch der geistige Horizont sowie die emotionale Verfassung der Briefpartner wider. Die Theologenbriefwechsel geben somit auch weitreichende Einblicke in gesellschaftliche und persönliche Verhältnisse der Zeit und ermöglichen kulturgeschichtliche Erträge. Die Theologen im Südwesten des Reichs korrespondierten mit Briefpartnern in ganz Europa. Ihre Briefe dienen somit auch als Grundlage für die Rekonstruktion und die Analyse dieses umfassenden Netzwerks der gelehrten Welt.

## Aufbau einer Briefdatenbank und Auswahledition
Die Briefe sind in unterschiedlichen Archiven und Bibliotheken überliefert. Um sie aufzufinden, werden Korrespondenzregister, Bestandsbeschreibungen, Findbücher sowie zeitgenössische und moderne Briefeditionen ausgewertet. Es erfolgen intensive Recherchen in Archiven und Bibliotheken des gesamten deutschsprachigen Raums und teilweise darüber hinaus, wobei die Aktenkonvolute und Briefbände an den jeweiligen Orten systematisch durchgearbeitet werden.
Mithilfe einer Datenbank werden die Briefwechsel der führenden protestantischen Theologen, die zwischen 1550 und 1620 im Südwesten des Reichs (Württemberg, Kurpfalz und Straßburg) gewirkt haben, möglichst vollständig erschlossen. Hierzu zählen sämtliche Theologieprofessoren der Universitäten Tübingen und Heidelberg sowie der Straßburger Akademie, die Mitglieder von Kirchenräten und Konsistorien sowie Vertreter der landeskirchlichen Führungsriege, etwa General- und Spezialsuperintendenten und Hofprediger. Zu den wichtigsten Theologen in Württemberg gehören Johannes Brenz und Jakob Andreae, in der Kurpfalz Zacharias Ursinus und Kaspar Olevian und in Straßburg Johannes Marbach und Johannes Pappus.
Bei einer Zahl von etwa 200 relevanten Theologen ist ein Corpus von ca. 35.000 Briefen zu erwarten. Diese große Menge an Dokumenten wird in einem mehrstufigen Verfahren erschlossen:
- Sämtliche 35.000 Briefe werden mit ihren Eckdaten (Datum, Absender und Adressat mit Ortsangabe, Incipit) und Angaben zur Überlieferung in der Datenbank erfasst. Kurzregesten sowie Personen-, Orts- und Sachschlagworte gewährleisten die tiefe inhaltliche Erschließung der Briefe.
- Von 10.000 Briefen werden überdies Digitalisate der Handschriften oder Drucke in der Datenbank veröffentlicht.
- Von 2.500 Briefen werden zudem Transkriptionen geboten.
- 1.000 für die Frage nach dem Zusammenhang von Konfessionalisierung, Territorialstaatsbildung und Säkularisierung besonders relevante Briefe werden in einer kritischen und kommentierten Auswahledition veröffentlicht, der überwiegende Teil in einer sechsbändigen gedruckten Ausgabe, der kleinere Teil online.

Durch die Eckdaten bildet die Datenbank ein Korrespondenznetzwerk ab. Daneben dient die inhaltliche Erschließung der Forschung bei kirchen- und theologiegeschichtlichen Fragestellungen und Diskursen, zum anderen dem fachübergreifenden Zugriff auf diese Quellen für kultur-, wirtschafts- und sozialgeschichtliche, kunst- und musikhistorische Forschungsansätze.

## Kooperation und Vernetzung
Die Forschungsstelle arbeitet mit verschiedenen nationalen und internationalen Archiven, Bibliotheken und Forschungsprojekten als Kooperationspartnern zusammen.
Das Forschungsprojekt Theologenbriefwechsel steht im Austausch mit klassischen Reformatorenbriefwechselprojekten, wie den Briefausgaben Philipp Melanchthons und Heinrich Bullingers; aber auch mit anderen Datenbanken zu Privatbriefen und Gelehrtenkorrespondenzen, wie dem Ärztebriefwechsel, Early modern letters online (EMLO), Mapping the Republic of Letters, und CorrespSearch. So fanden im März 2017 und im Februar 2022 in Heidelberg internationale Tagungen statt, die Herausforderungen der digitalen Erschließung und der Edition von Briefkorpora thematisierten.

## Nachwuchsförderung
Durch die am Projekt beteiligten Doktorandinnen und Doktoranden leistet die Forschungsstelle einen Beitrag zur Förderung junger Wissenschaftlerinnen und Wissenschaftler. Die Promovierenden werten die Datenbestände zu einzelnen Briefwechseln in ihren Dissertationsvorhaben aus. Dabei liegt ein Forschungsschwerpunkt auf den Motiven konfessioneller Polemik, den Mechanismen der Konfessionalisierung sowie der Profilierung innerprotestantischer Differenzlehren im Werk wichtiger Vertreter der Kontroverstheologie in Württemberg, der Kurpfalz sowie in Straßburg.

## Publikationen

### Onlinepublikationen
Seit Juli 2020 ist die Datenbank zum Theologenbriefwechsel zugänglich. Auf dieser Seite werden schrittweise neue Datensätze zu dem Projekt und seinen Inhalten veröffentlicht.
Schlaglichter auf die Vielfalt der in den Briefen angesprochenen Themen wirft die Forschungsstelle seit Februar 2021 regelmäßig mit der Rubrik „Brief des Monats“.
Im Februar 2023 wurde der 10.000. mit Regest versehene und durch Schlagworte erfasste Brief in der Datenbank veröffentlicht.

### Buchpublikationen
Geplant ist die Veröffentlichung einer Auswahledition in sechs Bänden, jeweils zwei zu den regionalen Zentren Württemberg, Kurpfalz und Straßburg. Bisher sind erschienen:
- Theologenbriefwechsel im Südwesten des Reichs in der Frühen Neuzeit (1550–1620). Kritische Auswahledition, Band 1: Württemberg I (1548–1570), hg. von Christoph Strohm, bearb. von Sabine Arend, Stephen E. Buckwalter, Daniel Degen, Gerald Dörner, Max Graff, Theresa Möke, Paul A. Neuendorf und Thomas Wilhelmi (= Quellen und Forschungen zur Reformationsgeschichte, Bd. 96). Gütersloh 2020.
- Theologenbriefwechsel im Südwesten des Reichs in der Frühen Neuzeit (1550–1620). Kritische Auswahledition, Band 2: Kurpfalz I (1556–1583), hg. von Christoph Strohm, bearb. von Stefan Aderhold, Sabine Arend, Marcel Böhme, Stephen E. Buckwalter, Daniel Degen, Gerald Dörner, Max Graff, Judith Steiniger und Thomas Wilhelmi (= Quellen und Forschungen zur Reformationsgeschichte, Bd. 99). Gütersloh 2022.[15]
- Theologenbriefwechsel im Südwesten des Reichs in der Frühen Neuzeit (1550-1620). Kritische Auswahledition, Band 3: Straßburg I (1549-1577), hg. von Christoph Strohm, bearb. von Stefan Aderhold, Sabine Arend, Marcel Böhme, Stephen E. Buckwalter, Daniel Degen, Gerald Dörner, Max Graff, Judith Steiniger und Thomas Wilhelmi (= Quellen und Forschungen zur Reformationsgeschichte 109), Gütersloh 2024.

## Rezeption
Mit Blick auf Zielsetzung und Vorgehen des Projekts schreibt Philipp Reisner: „[P]rojects such as this one help to make sources accessible that were otherwise confined to disparate archives and collections.“ In seiner Rezension des ersten Editionsbandes (Württemberg I) hält Hermann Ehmer fest: „Die gesamte Unternehmung wird in den künftigen Jahren für die Forschung eine erhebliche Erweiterung der Quellengrundlage bieten.“ In einem Beitrag, der digitale kirchengeschichtliche Projekte sichtet, bemerkt Ueli Zahnd: „[D]as Projekt [wird] die Metadaten der insgesamt wohl 35.000 zu erfassenden Briefe datenbanktechnisch so aufbereiten, dass über Netzwerkanalysen auch Rückschlüsse auf gesellschaftliche Mechanismen etwa der Meinungsbildung und insbesondere der Konfessionalisierung möglich werden, womit die Grenzen einer klassischen Erschließung weit überschritten werden. Damit ist zu erwarten, dass das Projekt auch hinsichtlich digitaler Analysen in der Kirchengeschichte neue Maßstäbe setzen wird.“